# Alice Mamaga Akosua Amoako
Pour les articles homonymes, voir Amoako.
Alice Mamaga Akosua Amoako est une entrepreneure sociale ghanéenne et la fondatrice de « Autism Ambassadors of Ghana », une organisation qui rassemble des bénévoles pour développer la sensibilisation à l'autisme et soutenir les enfants vivant avec l'autisme.

## Enfance et éducation
À 13 ans, la mère d'Alice l'a encouragée à rejoindre une émission de radio pour jeunes intitulée « Curious Minds » afin d'améliorer ses connaissances et sa contribution aux projets de développement dans sa communauté. Alice a fréquenté le Ghana Telecom University college où elle a obtenu son bachelor en technologie de l'information en 2015.

## Carrière
Alice est membre du comité national de la Convention des Nations Unies relative aux droits des personnes handicapées. Elle a fait partie du panel en 2016 lors du Sommet mondial des jeunes du Guide des filles. En 2016, Alice était la représentante du Ghana au Global Social Hackathon qui s'est tenu en Suède. 

## Autisme
Elle est la fondatrice de « Autism Ambassadors of Ghana », une organisation qui rassemble des bénévoles pour développer la sensibilisation à l'autisme et soutenir les enfants vivant avec l'autisme,. En 2014, Alice et Solomon Avemegah ont développé l'Autism Aid App, la première application Android sur l'autisme en Afrique de l'Ouest qui améliore l'inclusion sociale des enfants autistes. L'application mobile fournit des outils d'apprentissage de la communication pour les enfants et sert de système d'assistance téléphonique qui fournit des soins de santé aux enfants,,.  

## Prix et distinctions
En 2014, Alice et Solomon Avemegah sont sortis gagnants du concours « Digital Change-makers ». Elle a récemment été récompensée comme l'une des trois lauréates du Startupper 2019 de l'année par Total Petroleum Ghana (en),. En 2018, elle a été nommée lauréate nationale et continentale du challenge mYouth de l'Union européenne, Mediainfo (en) et la fondation iSpace (en),,.  
Alice Amoako a reçu le prix Coca-Cola Young Achievers 2017.